# New Martinsville
New Martinsville är administrativ huvudort i Wetzel County i West Virginia i USA. Orten har fått sitt namn efter bosättaren Presley Martin. Enligt 2010 års folkräkning hade New Martinsville 5 366 invånare.

## Kända personer från New Martinsville
- John Murtha, politiker